# Fyrfläckig småharkrank
Fyrfläckig småharkrank (Metalimnobia quadrimaculata) är en tvåvingeart som först beskrevs av Carl von Linné 1760.  Fyrfläckig småharkrank ingår i släktet Metalimnobia och familjen småharkrankar. Arten är reproducerande i Sverige. Inga underarter finns listade i Catalogue of Life.